# Fredrikstads domkyrka

Fredrikstads domkyrka (bokmål: Fredrikstad domkirke) är en långkyrka från 1880 i Fredrikstad kommun, Østfold fylke. Då kyrkan byggdes kallades den Vestre Fredrikstad kirke (till skillnad från den äldre Østre Fredrikstad kirke). Men då Borgs stift upprättades 1968, blev kyrkan domkyrka och bytte namn. 
Byggnadsverket är i tegel och har 1100 platser. Den är uppförd i nygotisk stil. Utsmyckning har utförts av W. Peters, Axel Revold, A. Arneberg och E. Vigeland.